# Короткі відповіді на великі питання
«Короткі відповіді на великі питання» (англ. Brief Answers to the Big Questions) — остання науково-популярна книжка британського фізика-теоретика Стівена Гокінга (1942—2018). До завершення роботи над книжкою Гокінг не дожив, її закінчили та опублікували друзі й колеги науковця. Книга розглядає деякі з найбільших таємниць Всесвіту й наголошує на важливості науки для розв'язання глобальних проблем Землі. За словами видавця, книга є «добіркою найглибших, доступних і своєчасних роздумів [Гокінга] з його особистого архіву».
Одну передмову до «Коротких відповідей» написав актор Едді Редмейн, який зіграв Стівена Гокінга у біографічній драмі «Теорія всього». Іншу — близький друг Гокінга Кіп Торн, лавреат Нобелівської премії з фізики за 2017 рік. Післямову написала донька науковця Люсі Гокінг. Англійське видання вийшло в жовтні 2018 року у видавництві Hodder & Stoughton (тверда палітурка) і Bantam Books (м'яка обкладинка), українське — через рік, у 2019 році, в харківському видавництві «Вівсянка» (переклад Миколи Климчука).

## Зміст
- Переднє слово. Едді Редмейн
- Вступ. Кіп Торн
- Навіщо ставити великі питання?
  1. Бог існує?
  2. Як усе почалося?
  3. Чи існує у Всесвіті інше розумне життя?
  4. Чи можна передбачити майбутнє?
  5. Що всередині чорних дір?
  6. Чи можливі подорожі в часі?
  7. Чи збережеться життя на Землі?
  8. Навіщо нам освоювати космос?
  9. Чи перевершить людину штучний інтелект?
  10. Як створити майбутнє?
- Післямова. Люсі Гокінг

Книга присвячена чотирьом основним темам: «Чому ми тут? Чи виживемо? Чи врятує нас технологія, чи знищить? Як нам процвітати?»

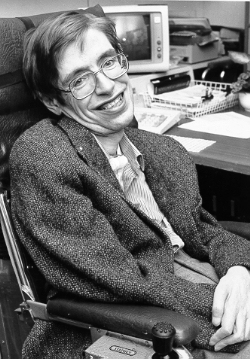
Стівен Гокінг

Книга обговорює сучасні глобальні виклики, зокрема найбільша загроза для планети — «зіткнення з астероїдом», подібне до того, що знищило динозаврів 66 мільйонів років тому («у нас немає захисту» від цього), зміна клімату («підвищення температури океанів розтопить льодовики та спричинить вивільнення великих обсягів вуглекислого газу… [зробивши] наш клімат подібним до Венери з температурою 250oС»), загроза ядерної війни («протягом наступних 1000 років ядерна війна або екологічна катастрофа можуть „паралізувати Землю“»), ядерна енергія («це могло б дати нам чисту енергію без забруднення або глобального потепління»), розвиток штучного інтелекту («у майбутньому ШІ може набути власної волі, що суперечить нашій») і люди («генетично модифікована раса надлюдей, наприклад із кращою пам'яттю та опором до хвороб, може становити загрозу для інших»).
Також книга розглядає «великі питання» про життя («впродовж наступних 50 років ми зрозуміємо, як виникло життя, і, можливо, відкриємо, чи існує життя десь у Всесвіті»), про час («неможливо потрапити в час до Великого вибуху, бо його не існувало… якщо концепція часу існує лише у Всесвіті, і він виник спонтанно, то й час виник разом з ним — отже, не існує жодного „до“», так само, як на Землі немає нічого південніше Південного полюса). Після обговорення неоднорідностей у реліктовому випромінюванні, виявлених супутником WMAP, книга підсумовує: «Ретельно вдивіться в карту мікрохвильового неба. Це — креслення всієї структури Всесвіту. Ми є результатом квантових флуктуацій у ранньому Всесвіті. Бог насправді грає в кості».
Гокінг також розглядає можливий кінець Всесвіту — через космічний «колапс» або «розширення», і зазначає: «поки що ми всі мандрівники в часі, які разом прямують у майбутнє. Але зробімо це майбутнє таким, до якого хотілося б потрапити». Обговорена й можливість подорожей у часі («питання, чи можлива подорож у часі — це „дуже серйозне питання“, на яке сучасна наука не дає однозначної відповіді»), і поняття Бога («пізнати розум Бога — це пізнати закони природи… Моє передбачення: до кінця цього століття ми пізнаємо розум Бога»; далі: «якщо бажаєте, можете називати закони природи „Богом“, але це не буде особистий Бог, якому можна поставити питання… [однак] найпростіше пояснення — Бога не існує, і немає жодних надійних доказів існування життя після смерті, хоча люди й можуть продовжити жити через свій вплив та гени»). Щодо потреби в Бозі для спричинення Великого вибуху, Гокінг заявляє: «Закони природи самі вказують, що Всесвіт міг виникнути з нічого — як протон — без жодної допомоги та без витрат енергії. Також можливо, що Великий вибух не мав жодної причини. Жодної».
На думку Гокінга, викладену в книзі, освіта й наука «перебувають у небезпеці, як ніколи раніше», і він закликав молодь: «Підіймайте очі до зірок, а не дивіться під ноги… Намагайтесь зрозуміти, що ви бачите, і замислюйтесь, чому існує Всесвіт… Важливо — не здаватися. Дайте волю уяві. Формуйте майбутнє».

## Відгуки
Фізик Марсело Глейзер, рецензуючи книгу для National Public Radio, пише, що цю книгу «повинен прочитати кожен мислячий читач, що переймається майбутнім людства». Рецензент наголошує на оптимізмі Гокінга і його вірі в здатність науки розв'язати найгостріші проблеми людства, такі як майбутнє нашої планети, колонізація інших планет і зростання штучного інтелекту, дозволивши зрештою людству поширитись Галактикою, сіючи життя всюди на своєму шляху, вибудувавши позитивні взаємини з розумними машинами й разом з ними змінивши долю світу й нашого виду. На думку Тіма Редфорда в The Guardian, книга Гокінга є «легко зрозумілою, захопливою, актуальною та — де це важливо — дотепною». Редфорд пише: «Ті, хто виступає за якісну освіту для всіх, належне фінансування Національної служби охорони здоров'я і серйозні інвестиції в науку, відкриють для себе Гокінга як однодумця».
Оглядачка Абігейл Гіггінс пише у Vox, що в цій книзі Гокінг «веселий і оптимістичний, навіть коли попереджає, що штучний інтелект, імовірно, перевершить нас, що багатії неодмінно перетворяться на надлюдський вид, а планета стрімко прямує до повної непридатності для життя… [ця] книга — це, зрештою, вердикт щодо майбутнього людства. З першого погляду здається, що ми приречені. Але якщо заглибитися, то тут є й інше — віра в те, що людська мудрість і винахідливість урятують нас від самознищення, навіть якщо ми, здається, самі його наближаємо». За словами наукового журналіста Матіна Дуррані, редактора «Physics World»: «Гокінг висвітлює всі головні ідеї, яких можна очікувати від його книги. Загальна теорія відносності. Великий вибух. Космологічна інфляція. Формування й еволюція галактик. Гравітаційні хвилі… Ця книга залишиться своєрідним маніфестом Гокінга. Оптимістична, натхненна й візіонерська, вона показує науку — і наукове розуміння — як ключові для майбутнього людства».
За словами Джона Горгана в «The Wall Street Journal», Гокінг у своїй книзі надає перевагу теорії струн як можливому поясненню «теорії всього» (яку, на його думку, буде відкрито «до кінця цього століття»), а також, спираючись на квантову механіку, розглядає порожній простір як заповнений віртуальними частинками, що «з'являються та зникають», припускаючи, що весь наш Всесвіт виник як одна з таких частинок. Крім того, він стверджує, що наш космос — це лише мізерна бульбашка в нескінченному океані, або «мультивсесвіті». У цьому контексті Горган посилається на занепокоєння німецької фізикині Сабіни Госсенфельдер, викладене в її книзі 2018 року «Загублені в математиці: Як краса збиває фізику з дороги» (англ. Lost in Math: How Beauty Leads Physics Astray), де вона зазначає, що «фізики, які працюють над теоріями струн і мультивсесвіту, насправді не займаються фізикою», і цитує її слова: «Я вже не впевнена, що те, чим ми тут займаємося, у фундаментальній фізиці — це наука».
Водночас Ефрат Лівні, пишучи для Quartz, посилається на переконання Гокінга, що для пояснення виникнення Всесвіту під час Великого вибуху цілком достатньо законів природи — без необхідності в акті творіння Богом. Джон Крістіан у відгуку для «Futurism» (опубліковано на «Science Alert»), зазначає, що Гокінг у своїй книзі робить кілька передбачень, зокрема щодо редагування генів, штучного інтелекту та релігії, з якими деякі експерти можуть не погоджуватись. Рецензент Заян Гведім у дописі для «EdgyLabs» пише: «Ця книга — не кульмінація всіх праць великого вченого і не містить особливо нових відкриттів. Однак вона наголошує на важливості нашого майбутнього, „великих питань“ і зростаючій необхідності дбати про нашу планету».